# Miguel Bustos
Miguel Ángel Bustos (nacido el 25 de diciembre de 1946 en Rosario; fallecido el 14 de septiembre de 2014),   apodado "Porra", fue un futbolista argentino, campeón con Rosario Central, su primer club.

## Carrera
Bustos debutó con la casaca de Rosario Central el 7 de diciembre de 1968, en cotejo ante Huracán de Ingeniero White en el estadio de Olimpo de Bahía Blanca, válido por la 14.ª fecha del Nacional, con triunfo canalla 4-0. El entrenador del cuadro rosarino era Miguel Ignomiriello. También estuvo presente en el partido de la siguiente fecha (la última del torneo) cuando Central derrotó 3-0 a Independiente, quedando a solo un punto de Vélez Sarsfield, River Plate y Racing Club, quienes definieron el título mediante un triangular.

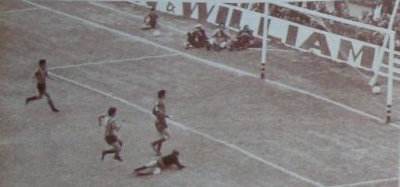
Gol de Bustos ante Boca Juniors en 1971.

Durante 1969 acrecentó su participación en el equipo titular; además convirtió su primer gol en Primera. Fue ante Atlanta el 9 de marzo, con victoria centralista 2-0 en Arroyito. Fue activo partícipe en el elenco que obtuvo el subcampeonato en el Nacional 1970, conducido por Ángel Tulio Zof. Marcó tres goles en dicho torneo: dos en el clásico rosarino ante Newell's Old Boys disputado el 15 de noviembre y que finalizó 4-1 para Central; el restante en el cotejo semifinal ante Gimnasia y Esgrima La Plata del 19 de diciembre, con victoria canalla 3-0.

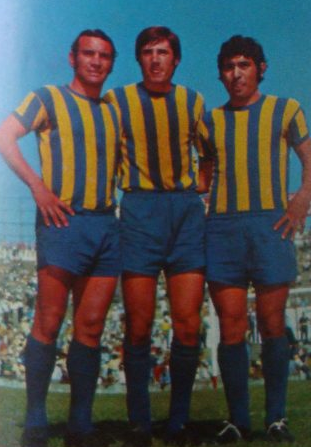
Agustín Mesiano, Ángel Landucci y Miguel Bustos en 1970.

En la temporada 1971 fue titular durante el Metropolitano y la Copa Libertadores, perdiendo participación en el Nacional, torneo en el que Rosario Central se consagraría campeón. Aun así, ingresó desde el banco en los partidos semifinal y final; el primero ante Newell's el 19 de diciembre (triunfo 1-0 con el gol de palomita de Poy) y el consagratorio ante San Lorenzo de Almagro el 22 del mismo mes (2-1 con goles de Roberto Gramajo y Carlos Colman). En ambas ocasiones remplazó a Ramón Bóveda.
Disputó 4 partidos por la Copa Libertadores 1972 y 14 por el Metropolitano de ese año. Ante la falta de mayor continuidad, decidió dejar el club; lo hizo tras haber vestido la camiseta auriazul en 115 partidos y marcado 12 goles.
Su próximo destino fue Independiente de Trelew, equipo con el que afrontó el Nacional 1972. Luego emigró al fútbol peruano, fichando por Universitario de Deportes en 1973. Al año siguiente jugó en Atlético Chalaco.
Retornó a su país natal en 1975; en dicha temporada defendió la casaca de Argentinos Juniors, mientras que al año siguiente lo hizo en Independiente de Avellaneda.

## Clubes
| Club                   | País      | Año       |
| ---------------------- | --------- | --------- |
| Rosario Central        | Argentina | 1968-1972 |
| Independiente (Trelew) | Argentina | 1972      |
| Universitario          | Perú      | 1973      |
| Atlético Chalaco       | Perú      | 1974      |
| Argentinos Juniors     | Argentina | 1975      |
| Independiente          | Argentina | 1976      |

## Palmarés
| Título           | Equipo                | País      | Año    |
| ---------------- | --------------------- | --------- | ------ |
| Primera División | C. A. Rosario Central | Argentina | N-1971 |